# Kurara
Kurara là một thị xã và là một nagar panchayat của quận Hamirpur thuộc bang Uttar Pradesh, Ấn Độ.

## Địa lý
Kurara có vị trí 25°59′B 79°59′Đ / 25,98°B 79,98°Đ Nó có độ cao trung bình là 120 mét (393 feet).

## Nhân khẩu
Theo điều tra dân số năm 2001 của Ấn Độ, Kurara có dân số 11.484 người. Phái nam chiếm 54% tổng số dân và phái nữ chiếm 46%. Kurara có tỷ lệ 61% biết đọc biết viết, cao hơn tỷ lệ trung bình toàn quốc là 59,5%: tỷ lệ cho phái nam là 70%, và tỷ lệ cho phái nữ là 50%. Tại Kurara, 16% dân số nhỏ hơn 6 tuổi.